# Rafael Marques Mariano
Rafael Marques Mariano (* 27. Mai 1983 in Araraquara) ist ein brasilianischer Fußballspieler. Er wird als Mittel- oder Außenstürmer eingesetzt. Im Jahr 2007 nahm er, zusätzlich zu seiner brasilianischen, die türkische Staatsbürgerschaft an. Sein türkischer Name lautet demnach Rafet El Marques.
Zu Marques’ Stärken gehört sein Kopfballspiel, seine Körpergröße von 190 Zentimetern stellt hierbei einen zusätzlichen Vorteil dar. Darüber hinaus verfügt er über einen guten Abschluss.

## Karriere

### Anfänge in Brasilien
Seine professionelle Karriere begann Marques im Jahr 2002 bei SC Barueri, wo er sein Talent mit 14 Toren in 18 Einsätzen gleich unter Beweis stellen konnte. So sicherte sich Ponte Preta seine Dienste im folgenden Jahr, doch der Durchbruch gelang Marques zunächst noch nicht, auch nicht bei seinen späteren Engagements für Palmeiras und Inter de Limeira. Erst bei Marília AC konnte er wieder überzeugen, acht Tore bestätigen das.

### Türkei, Ostasien und Heimat
Samsunspor, ein türkischer Fußballverein aus der gleichnamigen Provinz, verpflichtete ihn im Jahr 2005. Zeigte er in Samsun bereits gute Ansätze, blühte er bei Manisaspor auf, gegen Gençlerbirliği Ankara erzielte er bei einem 5:0-Auswärtssieg einen Hattrick und traf auch in den folgenden drei Spieltagen jeweils einmal. Die Saison 2007/08 verlief dagegen weniger erfolgreich: Konnte er mit seiner Mannschaft in der Vorsaison die Klasse noch halten, stieg Manisaspor diesmal ab, auch wenn Marques dies mit vier Toren und drei Vorlagen zu verhindern versucht hat. Der Wiederaufstieg in der Folgesaison konnte schließlich erreicht werden, Marques steuerte hierzu 12 Tore bei, anschließend wechselte er nach Japan zu Ōmiya Ardija, wo er seine Torjägerqualitäten abermals unter Beweis stellen konnte, beispielsweise traf er doppelt gegen Urawa Red Diamonds (das Spiel gewann Ōmiya Ardija mit 3:0). Außerdem war er auch als Vorlagengeber erfolgreich.
2012 setzte er seine Karriere in Botafogo fort, wo er in der Saison 2012 zwar kein Tor erzielen konnte, dafür aber in der folgenden Saison zehnmal einnetzen konnte sowie weitere zehn Tore vorbereitete. Die Belohnung für seine Leistung und die seiner Kollegen war der vierte Platz am Ende der Saison. Anschließend wechselte er zu Henan Jianye und wurde 2015 an Palmeiras ausgeliehen. Nach der Ausleihe wurde er von Palmeiras fest verpflichtet. Über die brasilianischen Stationen Cruzeiro Belo Horizonte, Sport Recife, AD São Caetano und Figueirense FC wechselte er Anfang 2020 wieder nach Japan. Hier unterschrieb er einen Vertrag beim Zweitligisten Ventforet Kofu in Kōfu. Für Ventforet absolvierte er 23 Zweitligaspiele. Im März 2021 kehrte er in seine Heimat zurück. Hier schloss er sich dem Botafogo FC aus Ribeirão Preto an.

## Erfolge
Manisaspor
- Meister & Aufstieg in der Bank Asya 1. Lig 2008/09

Palmeiras
- Brasilianischer Pokalsieger: 2015
- Brasilianischer Meister: 2016

Cruzeiro
- Staatsmeisterschaft von Minas Gerais: 2018